# Pungmu-dong
Pungmu-dong (koreanska: 풍무동) är en stadsdel i kommunen Gimpo i provinsen Gyeonggi i Sydkorea, 23 km väster om huvudstaden Seoul.